# Rhododendron hybridogenum
Rhododendron hybridogenum är en ljungväxtart som beskrevs av Hermann Sleumer. Rhododendron hybridogenum ingår i släktet rododendron, och familjen ljungväxter. Inga underarter finns listade i Catalogue of Life.